# Believe Tour
The Believe Tour va ser la segona gira de concerts del cantant canadenc Justin Bieber. Es va llançar en suport del seu tercer àlbum d'estudi, Believe (2012). A partir del setembre de 2012, la gira va oferir més de 150 espectacles a Amèrica, Europa, Àsia, Àfrica i Oceania.
L'any 2012, la gira es va situar en el lloc 23 en les "Top 50 Worldwide Tours" de Pollstar. La gira va guanyar 40,2 milions de dòlars de 35 espectacles. Per a l'any 2013, va ocupar el cinquè lloc de Pollstar's "Top 100 Worldwide Tours—Mid Year"; guanyant 69,9 milions de dòlars amb 67 espectacles.